# Sext Cecili Africà
|  | Per a altres significats, vegeu «Africà». |

Sext Cecili Africà (en llatí Sextus Caecilus Africanus) va ser un jurisconsult romà del temps d'Antoní Pius. Pertanyia a la gens Cecília, una antiga família romana d'origen plebeu.
Va ser deixeble de Salvi Julià, un eminent jurista del temps d'Hadrià i dels Antonins. Només una referència i un petit recull de les seves obres es va conservar als Digesta, (la compilació de lleis ordenada per Justinià I l'any 530), de les seves Epistulae d'almenys vint llibres. Els extractes de les seves Quaestiones, una col·lecció de casos legals sense un ordre particular, que va escriure en nou llibres, també es reprodueixen als Digesta. Les Quaestiones es destinaven probablement a les escoles jurídiques. Semblen estar estretament relacionats amb l'obra de Julià, que és citat amb freqüència. Se suposa que va actuar com a jurista en la majoria de casos que descriu. Cecili expressa de vegades les seves discrepàncies amb Julià. Se l'acostuma a situar dins de l'escola jurídica dels sabinians, seguidors de Masuri Sabí. Els escrits d'Africà van ser publicats per Jacques Cujas a "Ad Africanum tractatus".
Es coneix un altre jurista anomenat Sextus Caecilius que de vegades es confon amb l'Africà.